# Franz Ludwig (Jurist)
Franz Joseph Ludwig (* 7. April 1899 in Mainz; † 13. Oktober 1970 in Kassel) war ein deutscher Jurist und Nationalsozialist, der in der NS-Zeit an Prozessen von Sondergerichten im Protektorat Böhmen und Mähren beteiligt war.

## Lebenslauf
Am 1. Mai 1933 trat der promovierte Jurist in die NSDAP ein (Mitgliedsnummer 2.221.271). Im Jahr 1940 wurde er nach Prag an das dort eingerichtete deutsche Oberlandesgericht versetzt. An dem zugehörigen Sondergericht Prag hatte er als Oberstaatsanwalt die Aufgabe, die Anklage gegen Beschuldigte zu vertreten. Außerdem verfasste er Gnadenberichte für von zum Tode verurteilten Delinquenten. Ludwig war in viele unrechtmäßige Todesurteile verwickelt.
Von dem NS-Regime wurde Ludwig für besondere Verdienste mit dem Kriegsverdienstkreuz ausgezeichnet, einer Auszeichnung für die Durchführung von kriegswichtigen Aufgaben. Nach dem Kriege wurde er in der Tschechoslowakei unter der Nr. A-6/302 als Kriegsverbrecher gesucht. Aber Ludwig hatte sich rechtzeitig nach Deutschland absetzen können.
Obwohl Ludwig in den Alphabetical index of war criminals der United Nations War Crimes Commission aufgenommen worden war, wurde er direkt ab 1945 als Staatsanwalt in Düsseldorf eingestellt. Im März 1961 ging er in Pension.

## Persönliche Beteiligung an Justizgräueln
Nach den vorliegenden Akten zu den Urteilen am Sondergericht hat er bei mindestens 77 Todesurteilen den Antrag vor dem Sondergericht auf die Hinrichtung gestellt. Nach der Aussage des Scharfrichtergehilfen Robert Týfa (→ Alois Weiß) im Prager Gefängnis Pankrác hat Ludwig unmittelbar an Hinrichtungen teilgenommen. Diese Aussage hat der Schreiber am dortigen Gefängnis, Vladimír Černý (* 5. November 1903 in Starý Smolivec), bestätigt.
Die Aufseher führten die Gefangenen aus den Zellen, wobei die Hände hinter dem Rücken gefesselt waren. Dann wurden sie dem wartenden Staatsanwalt übergeben. Der Staatsanwalt führte die Gefesselten zum Scharfrichter bzw. zu dessen Gehilfen. Die Aufseher gingen zu den Zellen zurück, um einen weiteren Häftling aus der jeweiligen Zelle zu holen. Waren alle Häftlinge zu diesem Termin hingerichtet, suchten die an der Hinrichtung Beteiligten die Kanzlei Sauerbruch auf, wo sie mit alkoholischen Getränken bewirtet wurden.

## Ausgesuchte Urteile
- Richard Bloch (* 5. Juli 1916 in Vodňany) aus Warschau wurde im Jahr 1942 von Vodňany ins Warschauer Ghetto deportiert. Es gelang ihm, in die Tschechoslowakei zu fliehen. Wegen illegalen Grenzübertritts wurde er zum Tode verurteilt und am 13. August 1943 hingerichtet. Ebenfalls zum Tode verurteilt wurde Bozena Dolejsi (* 22. Juli 1900) aus Zrala in Prag, weil sie Bloch unterstützt hatte. Ihre Hinrichtung fand am 22. November 1943 statt (Az.: 5 Ls 1126/42).
- Otakar Zapotecky aus Prag, Ladislav Dlesk aus Wien, Emilie Flunkova (geborene Casenska) aus Prag, Svatopluk Cila aus Prag, Vaclav Dryak aus Leipzig, Walter Lewit aus Leipzig, Yvonne Lewitova (geborene Ehrlich) aus Leipzig, Marianne Golz-Goldlust aus Prag, Josef Goldschmidt aus Prag und Ervin Samek aus Prag wurden am 21. März vor dem Sondergericht Prag angeklagt, Personen geholfen zu haben, die sich der Verfolgung aus rassistischen Gründen entziehen wollten. Walter Lewit und Yvonne Lewitova wurden wegen illegalen Grenzübertritts angeklagt. Alle Angeklagten wurden zum Tode verurteilt und am 8. Oktober 1943 hingerichtet. Walter Lewit, seine Frau Yvonne Lewitova und Josef Goldschmidt wurden der Gestapo zum Zwecke der Liquidierung übergeben (Az.: 8 Js 64/43/8 und K Ls 90/43-IV-989/43).
- Josef Tronicek (* 21. September 1904) aus Prag wurde zum Tode verurteilt, weil er eine Person unterstützte, die von der Gestapo verfolgt wurde. Seine Hinrichtung fand am 26. Juni 1944 statt (Az.: 7 Js 213/44).
- Vaclav Jachym (* 16. September 1893) aus Kardasova Recice, Jaromir Pechman (* 18. März 1898) aus Veselí nad Lužnicí, Josef Prokes (* 11. März 1894) aus Veselí nad Lužnicí wurden am 13. Mai 1944 angeklagt, ausländische Nachrichtensendungen gehört zu haben. Alle Angeklagten wurden zum Tode verurteilt und am 26. Mai 1944 hingerichtet (Az.: 1 K Ls 9/44)
- Marie Benetkova (* 11. Mai 1898) aus Suchdol wurde am 16. Dezember 1944 angeklagt, weil sie Verbindung mit ihrem Ehegatten aufgenommen hatte, der in der Illegalität lebte. Auch wurde ihr die Unterstützung ihres Mannes als Verbrechen vorgeworfen. Sie wurde zum Tode verurteilt und am 22. Februar 1945 hingerichtet (Az.: 2 Js 1211/1944).